# هارت (تگزاس)
هارت، تگزاس(به انگلیسی: Hart, Texas) شهری در ایالت تگزاس از ایالات جنوبی ایالات متحده آمریکا است. در سرشماری سال ۲۰۰۰، جمعیت این شهر ۱۱۹۸ نفر اعلام شد.